# Olavi Kares
Kaarlo Olavi Kares, född 24 mars 1903 S:t Michel, död 6 oktober 1988 i Åbo, var biskop i Kuopio stift inom Evangelisk-lutherska kyrkan i Finland mellan åren 1962 och 1974.
Kares var son till Kaarlo Kares. Han studerade teologi vid Helsingfors universitet och blev präst och teologie doktor. Under sin studietid var han aktiv i Lapporörelsen och Akademiska Karelen-Sällskapet.
Före Kares blev biskop i Kuopio, hade han varit i första förslagsrum till posten som biskop i Lappo stift år 1956. Då hade dock president Urho Kekkonen hindrat honom från att bli biskop.